# Annette Lucks

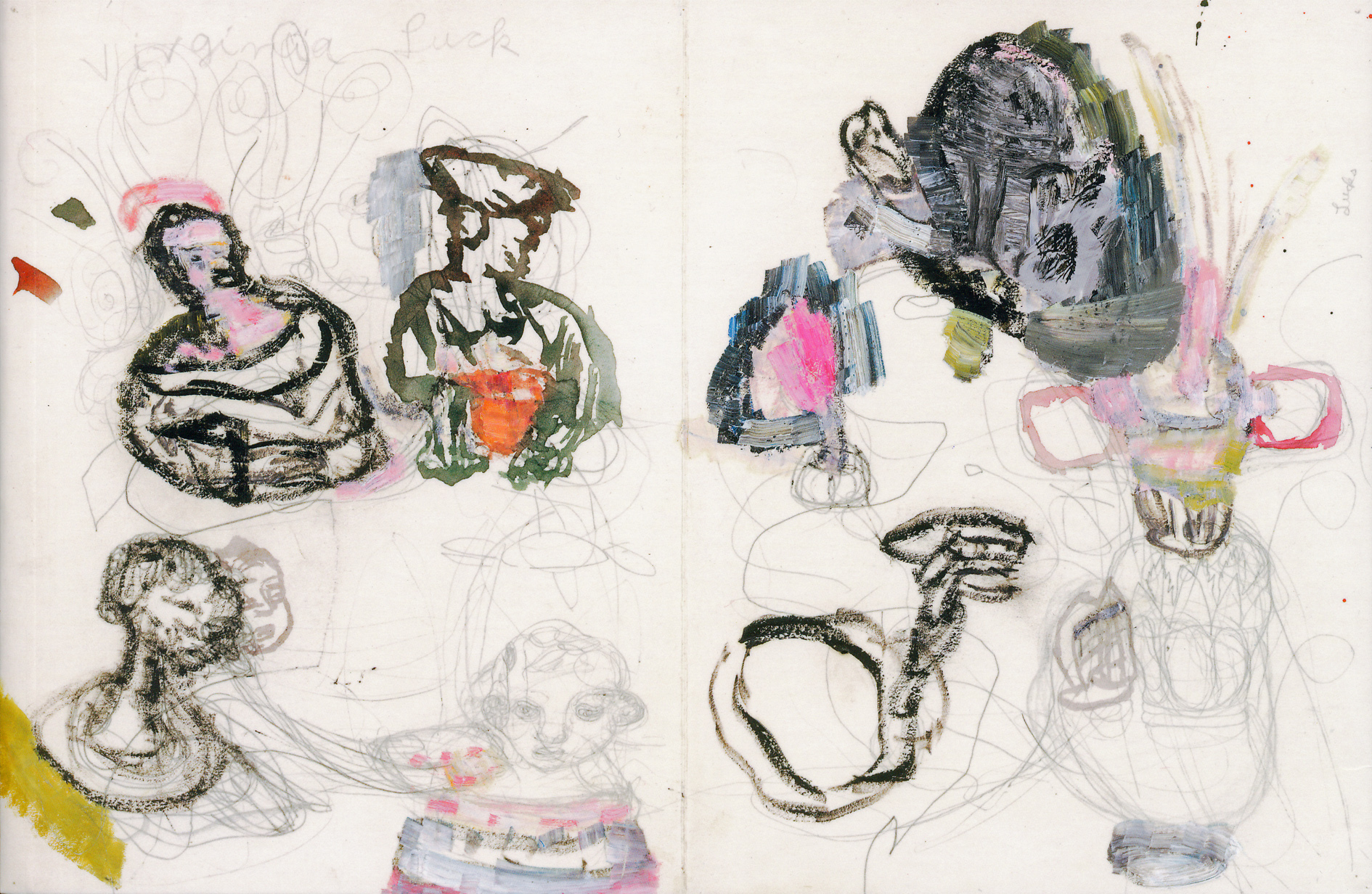
Virginia Luck. Amerikanische Zeichnung, 2007

Annette Lucks (* 1952 in Regensburg) ist eine deutsche Malerin, Zeichnerin und Grafikerin.

## Leben
Annette Lucks studierte von 1973 bis 1979 an der Akademie der Bildenden Künste in München bei Mac Zimmermann, dessen Meisterschülerin sie wurde und dessen Druckwerkstatt sie leitete. Seit 1998 ist Lucks als Dozentin für Kreative Medien an der Hochschule für angewandte Wissenschaften in München tätig, seit 2010 lehrt sie an der Universität Passau (Malerei in Theorie und Praxis).

## Werk
„Jeder, der sich einmal aufmerksam dem Werk von Annette Lucks gewidmet hat, wird das Gefühl der Faszination und zugleich der Verstörung kennen, den dieser so eigenwillig verwobene Bildkosmos auszulösen vermag. Man sieht sich in vielschichtige, ineinander verschlungene Märchen- und Traumwelten versetzt, die unendliche Geheimnisse zu bergen scheinen. Sie sind ebenso Angst einflößend wie Glück verheißend, ohne sich je ganz preiszugeben.“ Carla Schulz-Hoffmann

## Preise/Stipendien/Arbeitsaufenthalte/Art Fairs (Auswahl)
- 1979: Walter-Kolbenhoff-Preis der Stadt Unterpfaffenhofen-Germering.
- 1980: DAAD-Stipendium, Krakau (Polen).
- 1998: Stipendium der Prinzregent-Luitpold-Stiftung, München.
- 2000: Kunstpreis der Bayerischen Akademie der Schönen Künste.[2]
- 2005–2013: Arbeitsaufenthalte in der Keramikwerkstatt San Giorgio von Giovanni Poggi in Albisola (Italien).
- 2007: Arbeitsstipendium im Virginia Center for Creative Arts, Mt. San Angelo (USA).
- 2008: Arbeitsstipendium der Fundación Beatrice und Paul Beckett, Mojácar (Spanien).
- 2009: Leitung des Meisterkurses Radierung, Sommerakademie der Schönen Künste Irsee.[3]
- Seit 2013: Arbeitsaufenthalte in der Keramikwerkstatt Ceramica Gatti, Faenza (Italien).
- 2015: Stipendium der Bogliasco Foundation New York City.[4]
- 2018: Ceramics Art Symposium Gmunden – Laufen.[5]
- 2022: Artist in Residence, Galerie Zink, Waldkirchen.
- 2024: Seerosenpreis München.[6]
- 2024: Define Seoul Art & Design Fair / Galerie Zink Waldkirchen.[7]

## Ausstellungen (Auswahl)
- 1994: Druckgraphik aus der Sammlung Städtische Galerie im Leeren Beutel, Regensburg.
- 1997: Gefärbte Graphik, Verein für Originalradierung München. Bilder und Zeichnungen zu Djuna Barnes’ Nachtgewächs 1992–1997, Galerie Fred Jahn München.
- 2000: Bilder, Zeichnungen und Radierungen, Städtische Galerie im Cordonhaus, Cham.
- 2000: Zeichnungen und Bilder zu Marieluise Fleißer: Ein Pfund Orangen, Stadtmuseum Ingolstadt und Dokumentationsstätte Marieluise-Fleißer-Haus Ingolstadt.
- 2007: Garlands for Virginia, Bilder und Zeichnungen 2003–2007, Fred Jahn München.[8]
- 2010: Vom Gedächtnis / Della Memoria, Maurer Zilioli Contemporary Arts, Brescia (Italien).
- 2015: Flipflop, Städtische Galerie im Leeren Beutel, Regensburg.[9][10]
- 2017: Aufgelassene Gärten, Heike Curtze Wien.[11]
- 2019: Giardino da Briganti, Maurer Zilioli Contemporary Arts München.[12]
- 2021: von marie zu luise - eine collage, Marieluise-Fleißer-Haus, Ingolstadt.[13]
- 2022: Siehe! Galerie Zink, Waldkirchen.
- 2023: Ungekämmte Bilder. Kunst ab 1960 aus der Sammlung Herzog Franz von Bayern. Pinakothek der Moderne, München (Gruppenausstellung).[14]
- 2025: Hier und Jetzt. Kunstforum Ostdeutsche Galerie, Regensburg (Gruppenausstellung).
- 2025: La forma, la poesia, la memoria, Annette Lucks - Fabrizio Tridenti, Contemporary Culture Center, Palazzo Tagliaferro, Andora (Italien).[15]

## Arbeiten in öffentlichen Sammlungen (Auswahl)
- Bayerische Staatsgemäldesammlungen, München.
- Sammlung S.K.H. Herzog Franz von Bayern.
- Staatliche Graphische Sammlung, München.
- Bayerische Staatsbibliothek, München.
- Deutsche Nationalbibliothek, Leipzig/Frankfurt am Main.
- Sammlung der Museen der Stadt Regensburg.
- Stadtmuseum und Marieluise-Fleißer-Archiv, Ingolstadt.
- Kunstforum Ostdeutsche Galerie, Regensburg.
- Sammlung Deutsche Bank, Frankfurt/Main.[16]
- Kunstforum der Bausparkasse Schwäbisch Hall.[17]
- K-Hof Kammerhofmuseum Gmunden/Österreich.[18]
- Deutsches Literaturarchiv Marbach.[19]